# Covenant Chain
La Covenant Chain (en français : Chaîne d'alliance), est une série d'alliances et de traités élaborés au cours du XVIIe siècle, principalement entre la Confédération iroquoise (Haudenosaunee) et les colonies britanniques d'Amérique du Nord, auxquels se sont ajoutées d'autres tribus amérindiennes. Réunis pour la première fois dans la province de New York, à une époque de violence et d'instabilité sociale pour les colonies et les Amérindiens, les conseils anglais et iroquois et les traités qui ont suivi étaient fondés sur le soutien de la paix et de la stabilité afin de préserver le commerce. Ils abordent les questions liées à l'établissement des colonies et tentent de réprimer la violence entre les colons et les tribus indiennes, ainsi qu'entre les tribus, de la Nouvelle-Angleterre à la colonie de Virginie.

## Histoire
La Covenant Chain est incarnée par le traité du wampum à deux rangs des Iroquois, connus sous le nom de « peuple de la maison longue » (Haudenosaunee). Elle se fonde sur des accords négociés entre les colons hollandais de Nouvelle-Néerlande (l'actuel État de New York) et les cinq nations iroquoises (ou Haudenosaunee) au début du XVIIe siècle. L'accent était mis sur le commerce avec les Amérindiens. Comme le note l'historien Bernard Bailyn, toutes les colonies, qu'elles soient hollandaises ou anglaises, ont d'abord été créées pour générer des profits.
Au cours de la guerre des castors, au XVIIe siècle, les Iroquois ont conquis d'autres tribus et territoires afin d'obtenir de nouveaux territoires de chasse et de faire des captifs pour compléter leurs populations épuisées par les guerres et les nouvelles maladies infectieuses européennes. Les tribus de Nouvelle-Angleterre souffrent d'un appauvrissement encore plus important. Les Iroquois étendent leur influence, conquérant ou déplaçant d'autres tribus du Canada maritime à l'ouest jusqu'à la vallée du Mississippi, et du bouclier canadien au sud jusqu'à la vallée de l'Ohio.
Les Anglais renouvellent ces accords après s'être emparés de la Nouvelle-Néerlande en 1664 et après avoir créé la province de New York. Des conflits éclatent en Nouvelle-Angleterre lors de la guerre du Roi Philip en 1675, « la guerre la plus destructrice » d'Amérique du Nord au XVIIe siècle, au cours de laquelle plus de 600 colons et 3 000 Amérindiens trouvent la mort. La révolte de Bacon en Virginie se déroule à la même époque. Toutes deux entraînent des souffrances et des pertes considérables parmi les Amérindiens et les colons.
En raison des relations permanentes avec les Iroquois et de l'influence considérable des Haudenosaunee, le gouverneur de New York, Edmund Andros, leur demande en août 1675 de l'aider à mettre fin aux conflits régionaux en Nouvelle-Angleterre et dans la région de Chesapeake. Il travaille avec le chef des Onondagas, Daniel Garacontié (en).
Le terme de Covenant Chain (chaîne d'alliances) dérive de la métaphore d'une chaîne d'argent reliant le voilier anglais à l'arbre de la paix (en) « Haudenosaunee » (Iroquois) de la nation Onondaga. Une chaîne d'argent à trois maillons est fabriquée pour symboliser leur premier accord. Les maillons représentent « la paix, l'amitié et le respect » entre les Haudenosaunee et la Couronne. Il s'agit également du premier traité écrit à utiliser des expressions telles que : « tant que le soleil brille sur la terre ; tant que les eaux couleront ; tant que l'herbe sera verte, la paix durera. »

### Traités
Ils négocient la signature de plusieurs traités qui élargissent le nombre de tribus et de colonies concernées :
- Le traité conclu en 1676 entre les Mohawks et les colonies de la baie du Massachusetts et du Connecticut met fin à la guerre du Roi Philip en Nouvelle-Angleterre, les Mohawks refusant de donner de la poudre à Metacomet et attaquer son camp d'hiver. Il traite également des relations entre les Iroquois et un certain nombre d'autres tribus, notamment les Mohicans de l'Hudson, les Nipmucs, les Mohegans et les Massachusetts de Nouvelle-Angleterre.
- Le traité conclu en 1677 entre les cinq nations iroquoises et les Lenapes d'une part, et les colonies de Virginie et du Maryland, alliées aux Susquehannock d'autre part, en vue d'obtenir la paix.

De nombreux Susquehannock migrent vers le nord, dans l'ouest de l'État de New York, et se réinstallent avec les Sénécas et les Onondagas de la nation iroquoise.
Les traités marquent une nouvelle ère dans l'histoire coloniale, au cours de laquelle la région de Chesapeake a connu près de 80 ans de paix. New York et les Haudenosaunee deviennent le centre de la politique indienne anglaise. Au milieu du XVIIIe siècle, William Johnson, surintendant des affaires indiennes pour le département du Nord et basé dans le centre de l'État de New York, exerce une grande influence et est fait chevalier pour ses services. Au cours des premières décennies du XVIIIe siècle, la Nouvelle-Angleterre continue d'avoir des conflits avec la Nouvelle-France et ses alliés abénaquis, les deux camps se livrant à des raids pendant des années, rançonnant les captifs.
Dans ces accords, les colonies acceptent de tenir les négociations à Albany, dans l'État de New York, sous les auspices du gouverneur de l'État. En conséquence, selon l'historien Daniel Richter, « les Iroquois et les New-Yorkais ont joué un rôle dominant » dans le maintien de ces traités.
Lors d'une réunion du conseil en 1684, le gouverneur de Virginie Lord Effingham utilise l'expression « chaîne d'alliance » pour décrire ces accords. La métaphore est reprise par un orateur sénéca, qui déclare : « Que la chaîne soit gardée propre et brillante comme de l'argent, afin que le grand arbre qui est là ne puisse pas la briser en morceaux s'il venait à lui tomber dessus ».
Plus tard, les administrateurs coloniaux supposent que ces traités accordent aux Anglais un contrôle souverain sur les Iroquois et les autres tribus impliquées dans la chaîne. Les Iroquois désapprouvent et se considèrent au moins comme leurs égaux. Lors d'un conseil de la Chaîne de l'Alliance en 1692, les chefs iroquois affirment : « Tu dis que tu es notre père et que je suis ton fils [...] Nous ne serons pas comme un père et un fils, mais comme des frères ».

### Dissolution
La Covenant Chain se poursuit jusqu'en 1753, date à laquelle les Mohawks, s'estimant spoliés de terres qui leur revenaient de droit dans l'État de New York, déclarent que la chaîne est rompue.
Howard Zinn, dans son ouvrage Une histoire populaire des États-Unis, évoque la prise de possession des terres des Mohawks : 

« Avant la révolution, les Indiens avaient été soumis par la force en Virginie et en Nouvelle-Angleterre. Ailleurs, ils avaient trouvé des modes de coexistence avec les colonies. Mais vers 1750, alors que la population coloniale s'accroît rapidement, la pression exercée pour s'installer à l'ouest sur de nouvelles terres ouvre la voie à un conflit avec les Indiens. Des agents fonciers venus de l'Est commencent à apparaître dans la vallée de l'Ohio, sur le territoire d'une confédération de tribus appelée Covenant Chain, dont les Iroquois sont les porte-paroles. À New York, grâce à une escroquerie complexe, 800 000 acres de terres mohawks sont accaparées, ce qui met fin à la période d'amitié entre les Mohawks et New York. En 1753, le chef Hendrick des Mohawks fait part de son amertume au gouverneur George Clinton (en) et au conseil provincial de New York : « Frères, lorsque nous sommes venus ici pour vous faire part de nos griefs concernant nos terres, nous nous attendions à ce que quelque chose soit fait pour nous, et nous vous avons dit que la chaîne d'alliance de nos ancêtres était sur le point d'être rompue, et frères, vous nous dites que nous obtiendrons réparation à Albany, mais nous les connaissons si bien que nous ne leur ferons pas confiance, car [les marchands d'Albany] ne sont rien d'autre que des diables [...] dès que nous serons rentrés chez nous, nous enverrons une ceinture de wampum à nos frères des cinq autres nations pour leur faire savoir que la chaîne de l'alliance est rompue entre vous et nous. Ainsi, mes frères, vous ne devez plus vous attendre à entendre parler de moi, et mes frères, nous ne voulons plus entendre parler de vous. »

— Howard Zinn,  « A Kind of Revolution », Une histoire populaire des États-Unis

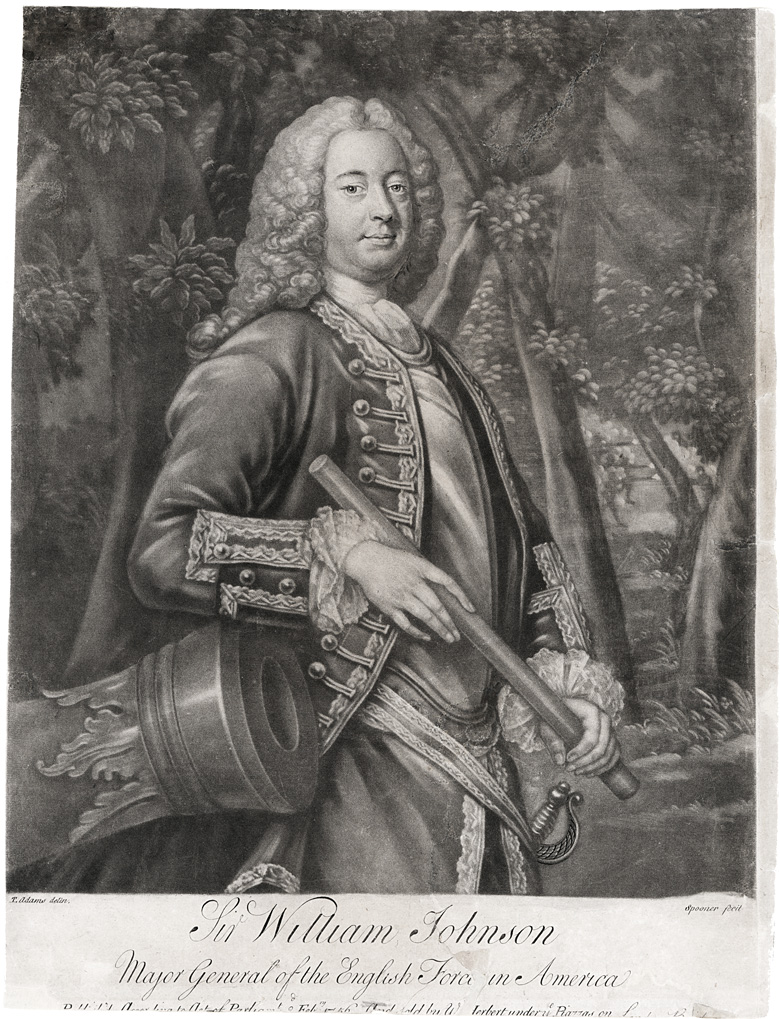
Cette mezzotinte de William Johnson est publiée à Londres en 1756, un an seulement après sa tentative de renouveler la chaîne d'alliance.

Le Congrès d'Albany est convoqué pour aider à réparer la chaîne. Les délégués coloniaux ne réussissent pas à travailler ensemble pour améliorer les relations diplomatiques avec les Iroquois, ce qui constitue une grave lacune à la veille de la guerre de la Conquête. En conséquence, le gouvernement britannique retire la responsabilité de la diplomatie amérindienne des mains des colonies et crée le Bureau britannique des Affaires indiennes en 1755.
Lors d'un conseil tenu en 1755 avec les Iroquois, William Johnson, surintendant du département du Nord basé dans le centre de l'État de New York, renouvelle et réaffirme la chaîne. Il qualifie leur accord de « chaîne d'alliance d'amour et d'amitié », affirmant que la chaîne a été attachée aux montagnes inamovibles et que chaque année, les Britanniques se réunissent avec les Iroquois pour « renforcet et éclaircir » la chaîne. Il a acquis une grande influence parmi les Iroquois et a été plus tard fait chevalier pour sa contribution au développement du Nord-Est.

## Commémoration
En juin 2010, la reine Élisabeth II renouvelle les traités de la chaîne d'alliance en remettant huit cloches à main en argent aux chefs de bande du territoire mohawk de Tyendinaga et des Six Nations, en commémoration des 300 ans de la chaîne d'alliance. Les cloches portent l'inscription « The Silver Chain of Friendship 1710–2010 » (terme souvent utilisé au cours de l'histoire lors du renouvellement de la chaîne),.